# ماركوس ثورنتون
ماركوس ثورنتون (12 أغسطس 1992 بأتلانتا في الولايات المتحدة - ) (بالإنجليزية: Marcus Thornton)‏ هو لاعب كرة سلة أمريكي في مركز هجوم قوي الجسم. لعب مع بستويا باسكت 2000.

## وصلات خارجية
- ماركوس ثورنتون على موقع كرة السلة الأوروبية.كوم (الإنجليزية)
- ماركوس ثورنتون على موقع كلية كرة السلة في سبورتس رفرنس.كوم (الإنجليزية)
- ماركوس ثورنتون على موقع ريلجم (الإنجليزية)
- ماركوس ثورنتون على موقع بروبوليرز (الإنجليزية)